# Luke Campbell
Luke Campbell (n. 27 septembrie 1987, Kingston upon Hull, Anglia, Regatul Unit) este un boxer ce a reprezentat Regatul Unit al Marii Britanii și al Irlandei de Nord, medaliat olimpic. A participat la o ediție a Jocurilor Olimpice (2012) în care a câștigat o medalie de aur.

## Participări
Lista de mai jos prezintă principalele competiții la care a participat Luke Campbell de-a lungul carierei.
- boxing at the 2012 Summer Olympics – men's bantamweight[*]